# 8Ball & MJG
8Ball & MJG é uma dupla de rap americano de Memphis, Tennessee. Os dois rappers Premro "8Ball" Smith (nascido em 1972) e Marlon James "MJG" Goodman (nascido em 1971) se conheceram na Ridgeway Middle School em 1980.

## Discografia

### Álbuns de estúdio
| Ano  | Álbum | U.S. | R&B | HS | Certificação   |
| ---- | --- | ---- | --- | -- | -------------- |
| 1992 | Listen To The Lyrics | –    | -   | -  |                |
| 1993 | Comin' Out Hard | –    | 40  | 20 |                |
| 1994 | On The Outside Looking In | 106  | 11  | –  |                |
| 1995 | On Top Of The World | 8    | 2   | –  | Ouro           |
| 1999 | In Our Lifetime, Vol. 1 | 10   | 1   | –  | Ouro           |
| 2000 | Space Age 4 Eva | 39   | 9   | –  |                |
| 2004 | Living Legends | 3    | 1   | –  | Ouro           |
| 2007 | Ridin' High | 8    | 4   | –  | 200.000 cópias |
| 2010 | Ten Toes Down - Lançado: 4 de maio de 2010 - Gravadora: Grand Hustle Records, E1 Music - Formato: CD, digital download         | 36   | 6   | 3  | 71,000         |
| 2010 | From the Bottom 2 the Top - Lançado: 5 de outubro de 2010 - Gravadora: Real Talk Entertainment - Formato: CD, digital download | 193  | 19  | 12 | 40,000         |

### Coletâneas
| Ano  | Álbum                           | EUA | EUA (R&B/Hip-Hop) | Certificação |
| ---- | ------------------------------- | --- | ----------------- | ------------ |
| 1997 | Lyrics Of A Pimp                | –   | –                 |              |
| 2000 | Memphis Under World             | –   | 46                |              |
| 2008 | We Are The South: Greatest Hits | –   | 59                |              |

### Singles
| Ano  | Single                                      | Posições nas paradas | Posições nas paradas | Posições nas paradas | Álbum                     |
| Ano  | Single                                      | EUA                  | EUA (R&B/Hip Hop)    | EUA ( Rap)           | Álbum                     |
| ---- | ------------------------------------------- | -------------------- | -------------------- | -------------------- | ------------------------- |
| 1994 | "Players Night Out"                         | –                    | –                    | –                    | On the Outside Looking In |
| 1995 | "Break'em Off"                              | –                    | –                    | –                    | On Top of the World       |
| 1995 | "Space Age Pimpin'" (featuring Nina Creque) | –                    | 58                   | 22                   | On Top of the World       |
| 2000 | "Pimp Hard"                                 | –                    | 76                   | –                    | Space Age 4 Eva           |
| 2004 | "You Don't Want Drama" (featuring P. Diddy) | 98                   | 13                   | 22                   | Living Legends            |
| 2004 | "Forever" (featuring Lloyd)                 | –                    | –                    | –                    | Living Legends            |
| 2006 | "Ridin High" (featuring Diddy)              | –                    | 22                   | –                    | Ridin High                |
| 2007 | "Clap On" (featuring Yung Joc)              | –                    | 98                   | –                    | Ridin High                |
| 2010 | "Bring It Back" (featuring Young Dro)       | –                    | 45                   | 23                   | Ten Toes Down             |
| 2010 | "Blunts & Broads"                           | –                    | –                    | –                    | From the Bottom 2 the Top |